# Гідравлічний транспорт

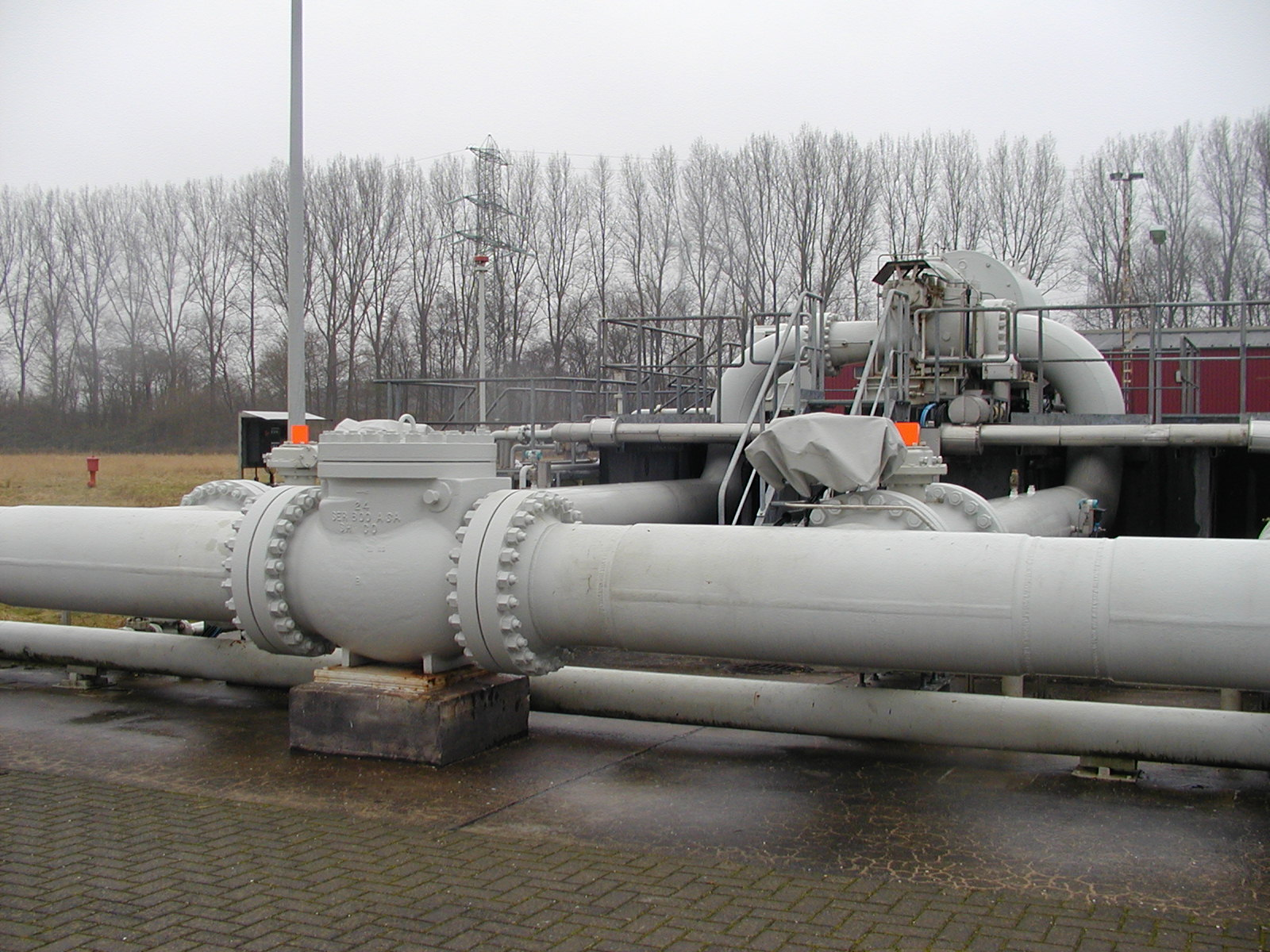
Трубопровід і насосна станція гідротранспортної системи.

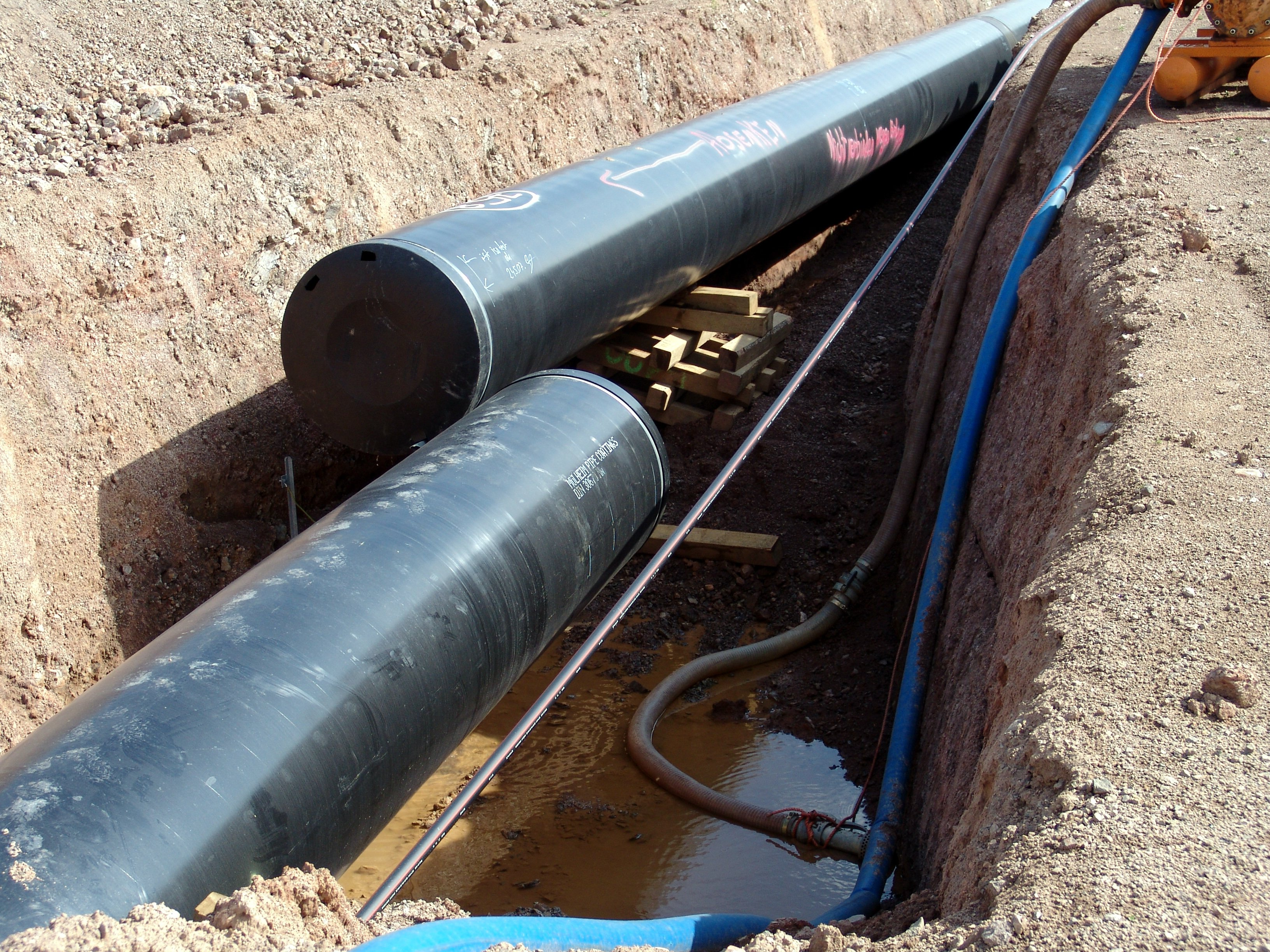
Будівництво гідротранспортної системи.

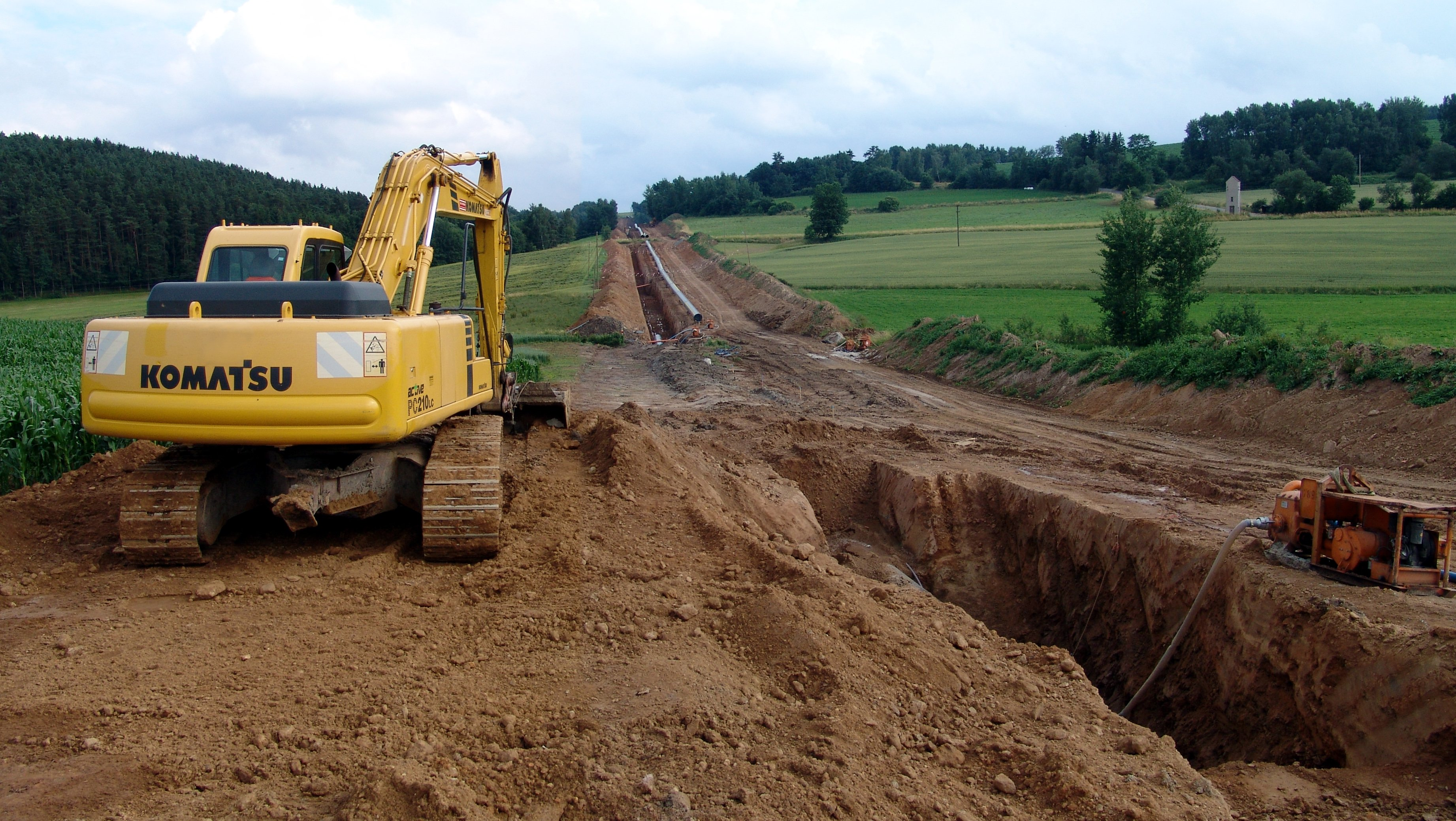
Будівництво гідротранспортної системи.

Гідравлічний транспорт (англ. hydraulic transport, pipeline transport; нім. Hydrotransport m) — переміщення нафти, розсолу, твердих сипучих матеріалів потоком води тощо.

## Історія
Див. також Наукова школа гідравлічного транспорту.
Гідравлічний транспорт для промивання золотоносних пісків у долинах річок Тахо, Дуеро, Міньйо і Гуадьяро (Іспанія) відомий з ХІІ-VI ст. до н. е.
Дослідження в Україні здійснював з 1960-х років Донецький державний науково-дослідний вугільний інститут ‎.

## Загальний опис
У другій половині ХХ сторіччя поряд з розвитком трубопровідного транспорту нафти, природного газу та нафтопродуктів у різних країнах світу значного поширення набув гідравлічний транспорт твердих сипких матеріалів, сьогодні представлений у світовій практиці великою кількістю промислових і десятками магістральних гідротранспортних систем, за допомогою яких здійснюється переміщення корисних копалин і будівельних матеріалів, промислових відходів і хімічної сировини.
Економічні дослідження свідчать про те, що гідравлічний транспорт твердих сипких матеріалів, і зокрема вугілля, треба розглядати як різновид трубопровідного транспорту взагалі, економічна ефективність якого об'єктивно обумовлена притаманними цій транспортній технології особливостями — переміщенням континууму замість руху окремих транспортних одиниць, поєднанням шляху та «рухомого складу» в одній інженерній конструкції, стаціонарним розташуванням двигунів, підземним прокладанням трубопроводу.
Перелічені фактори в комплексі визначають технічну ефективність гідротранспорту, яка при належному науковому обґрунтуванні перетворюється у економічну та соціальну ефективність, що виявляє себе у різних формах реалізації основних переваг гідротранспорту:
- великій пропускній здатності; безперервності процесу транспортування;
- відсутності проміжних операцій, що вимагають створення спеціальних пристроїв та утримання персоналу (доставка із залізничних станцій, розвантаження на склад та подача зі складу, підготовка вантажу для використання, контроль якості тощо);
- відсутності втрат матеріалів при транспортуванні, навантаженні та розвантаженні, які на залізничному транспорті сягають 2 % та більше;
- відсутності шуму, запилення та шкідливих викидів у навколишнє середовище, а також впливу середовища на транспортовані матеріали;
- різкого скорочення чисельності виробничого персоналу у порівнянні з залізницею;
- підвищення безпеки транспорту у зв'язку з відсутністю перетину на одному рівні транспортних та людських потоків;
- незначних термінів будівництва та можливості прокладки трубопроводів найкоротшим шляхом, легко пов'язуючи її з топографічними умовами і рельєфом;
- значної економії земельної площі, завдяки меншим габаритам трубопровідних систем, меншій смузі відчуження, можливості рекультивації ґрунту;
- незалежності від сезонних та погодних умов;
- можливості повної автоматизації всіх виробничих операцій транспортного процесу.

Разом з тим, гідротранспортним системам притаманні й недоліки: необхідність приготування гідросуміші певної концентрації та гранулометричного складу, необхідність зневоднення вугілля перед передачею споживачу (крім випадку висококонцентрованих водовугільних суспензій), очищення технологічної води та (в окремих випадках) спорудження зворотного водоводу, а також вузькоспеціалізована спрямованість транспортування — транспортуються лише в один бік і лише ті вантажі, які не втрачають товарної цінності від тривалого контакту з водою.
Для транспортування по трубопроводах придатні найрізноманітніші тверді сипкі матеріали, найбільшу крупність яких обмежено лише прохідними перерізами робочих коліс відцентрових насосів та особливостями клапанного апарату поршневих. Але у певних випадках тривале перебування у турбулентному потоці призводить до зміни характеристик транспортованого матеріалу, несучої рідини й інших гідравлічних характеристик потоку. В окремих випадках одночасно з переміщенням відбувається поліпшення якості транспортуємого матеріалу (збагачення, агрегація, знесолювання тощо), що суттєво впливає на економічність процесу. Необхідність подрібнення твердого матеріалу перед гідротранспортом, а також зневоднення в кінцевому пункті транспортування обумовлюють збільшення енергоємності і, таким чином, вартості гідротранспорту. Іноді ці обставини домінують при виборі засобу транспортування.
Перелічене вище ще не охоплює повністю всіх можливостей та особливостей гідравлічного трубопровідного транспорту твердих сипких матеріалів, але є достатнім для того, щоб вважати його однією з основних транспортних технологій.

## Різновиди
Розрізняють безнапірний і напірний гідравлічний транспорт. При безнапірному гідравлічному транспортуванні матеріал у суміші з водою (пульпа) рухається самопливом по похилих жолобах або лотках, при напірному гідравлічному транспортуванні — по трубопроводах під тиском, створюваним насосами.
Крім того, виділяють магістральний і промисловий гідравлічний транспорт.

## Основні параметри гідротранспорту
Критична швидкість (м/с) — швидкість потоку гідросуміші, яка відповідає початку випадання частинок транспортованого матеріалу на дно труби. Переміщення зерен твердого матеріалу при гідравлячному транспорті відбувається у завислому стані, перекочуванням, у потоці рідини, стрибкоподібно (сальтація).

## Застосування
Гідравлічний транспорт застосовують головним чином при гідромеханізації земляних і гірничих робіт (гідравлічний транспорт промисловий), а також при передачі матеріалу на далекі відстані — до тисяч кілометрів (магістральний гідротранспорт).